# Gradovna Knurów
Gradovna Knurów, polsky Tężnia solankowa Knurów, je malá gradovna ve městě Knurów v okrese Gliwice ve Slezském vojvodství v jižním Polsku.

## Další informace
Gradowna Knurów byla postavena v roce 2019 v místním parku. Má délku 24 m a výšku 7 m. Používá se zde solanka z lázní města Ciechocinek. Místo je celoročně přístupné, avšak je v provozu jen v sezóně. Místo bývá využíváno také k občasným kulturním akcím.

## Galerie

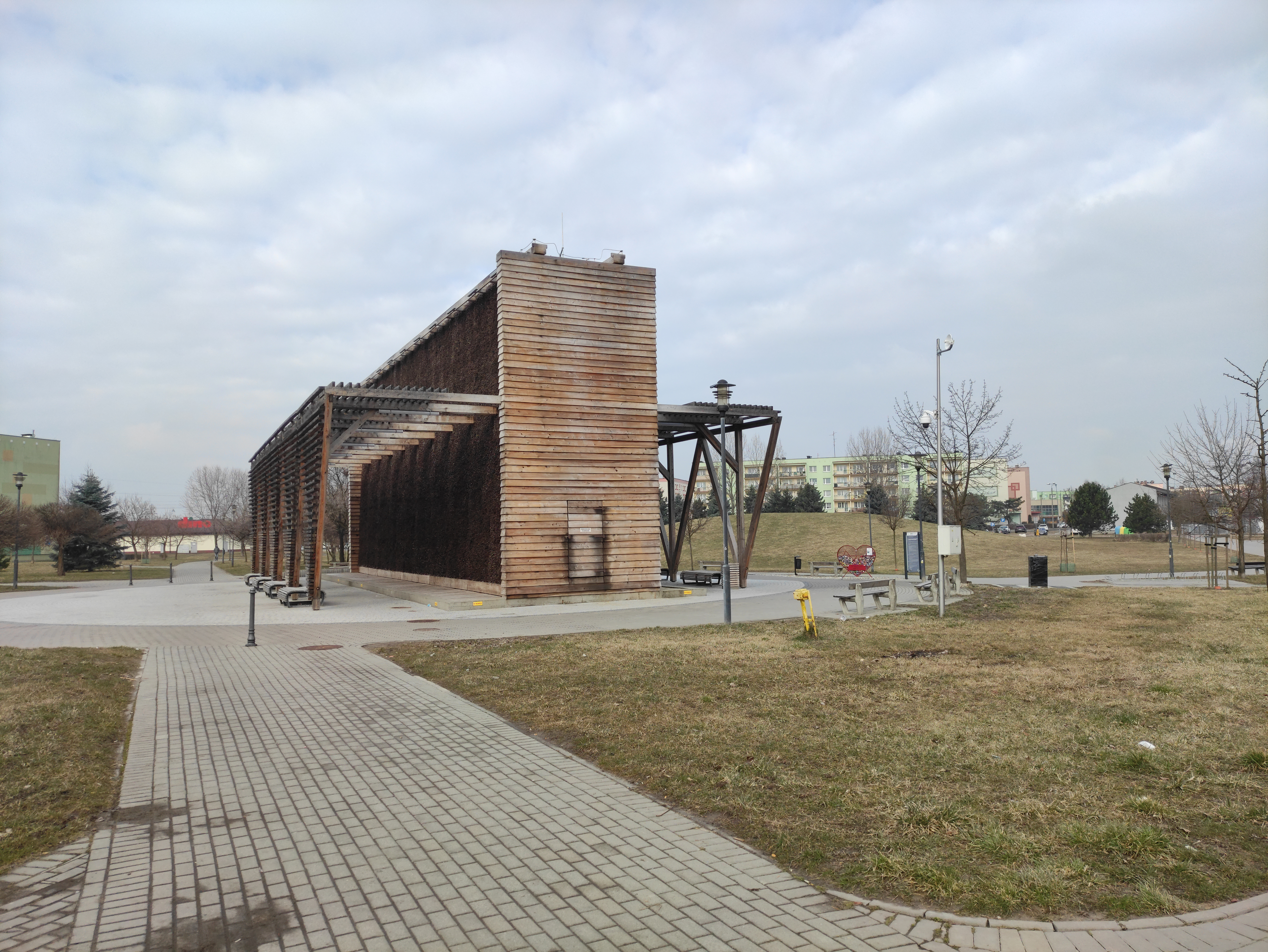
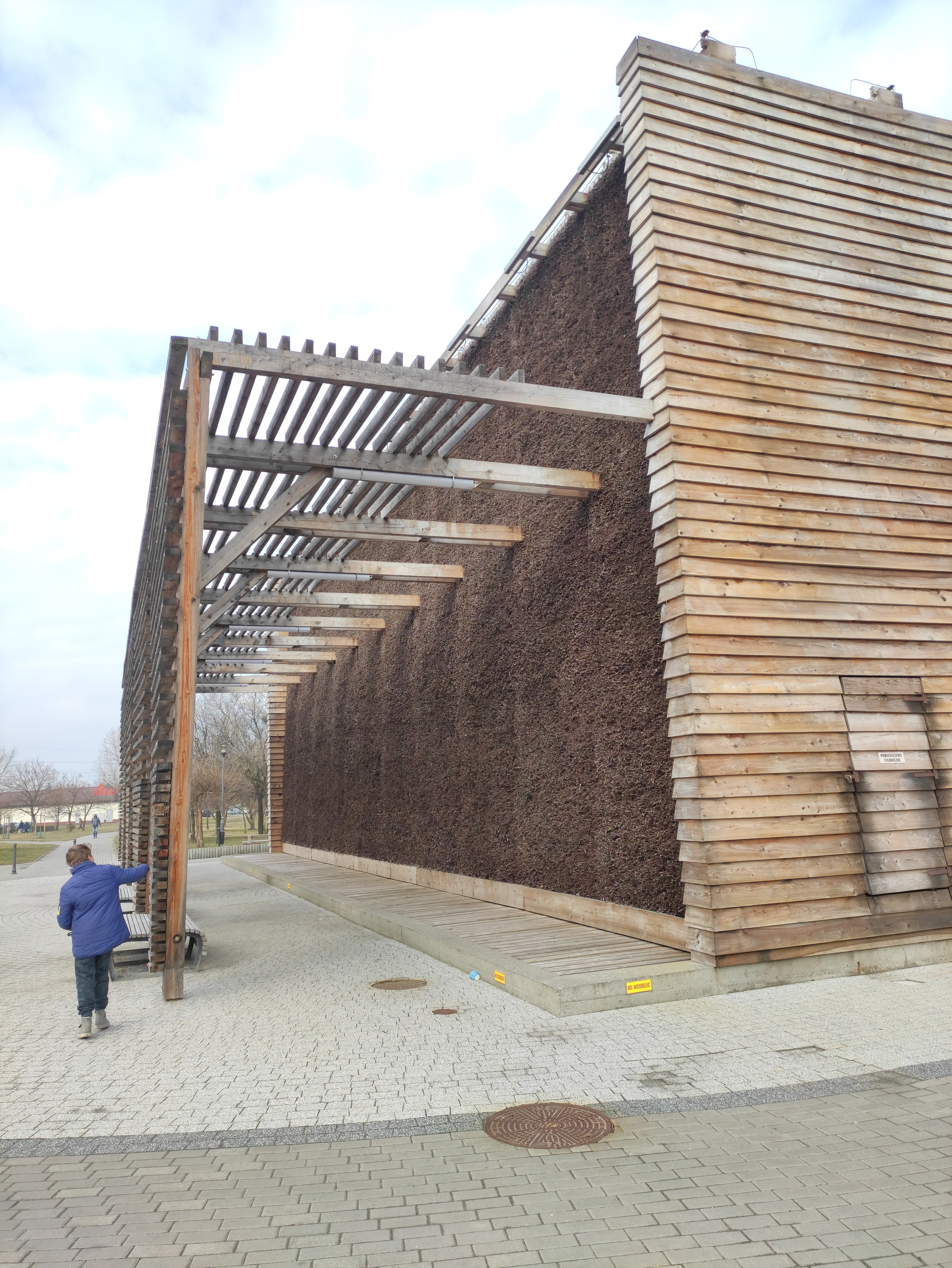
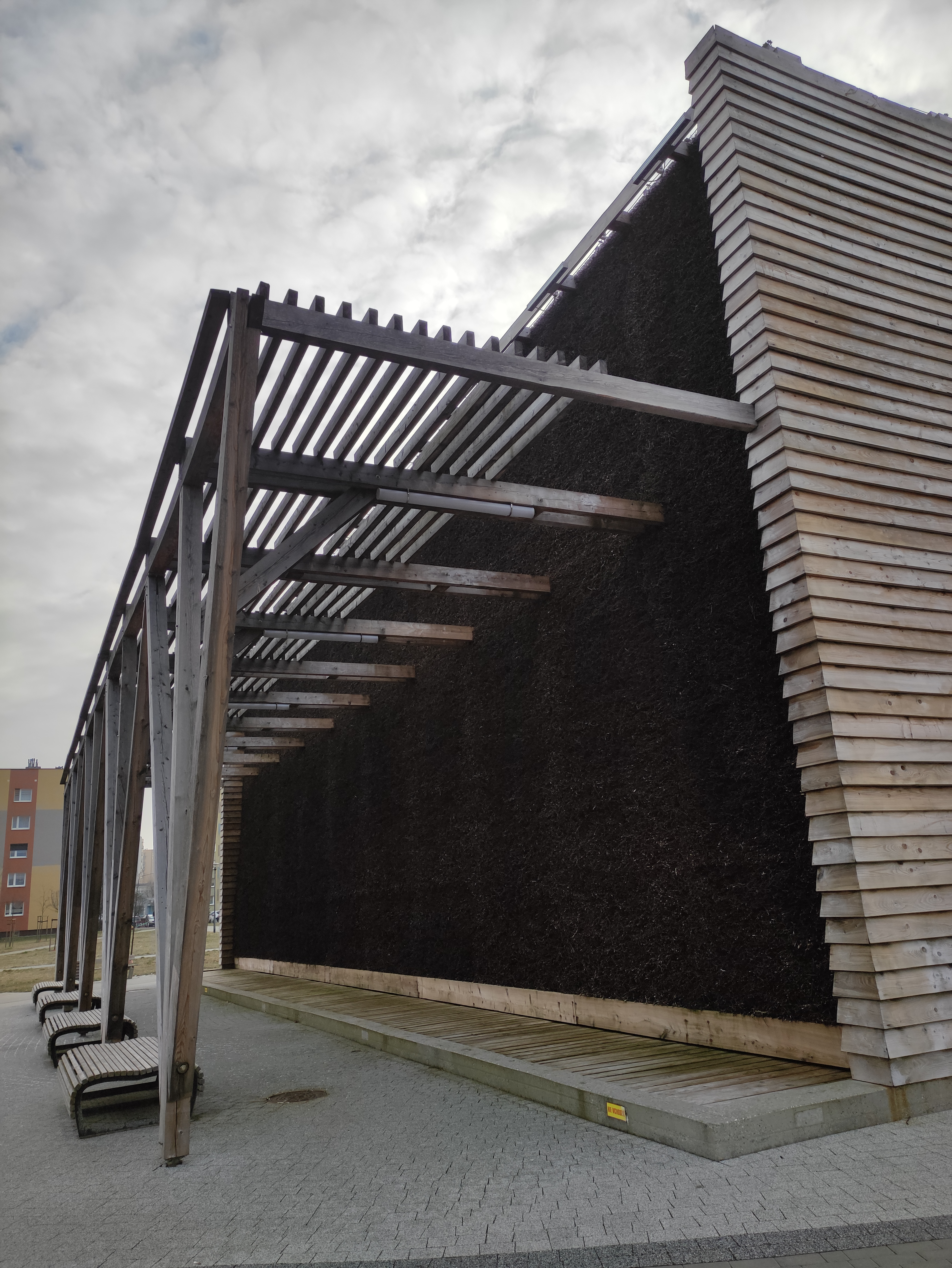